# 無彊
無彊（むきょう）は、中国の戦国時代の越の君主。

## 略歴
越王無顓の弟とされる。無顓8年（紀元前354年）、無顓が死去すると、無彊は越王として即位した。北方の斉や西方の楚と争い、楚軍の侵攻を招いた。無彊21年（紀元前333年）、楚の威王が大軍を動員して越を攻撃し、無彊は敗北し逃亡した。無彊の逃亡後の越では、江南の海浜で諸族の子らが争って立ち、ある者は王となり、ある者は君となり、楚に服属した。